# XR 7100, 7300, 7800 et 8100
Les XR 7300, 7100, 7800 et 8100, sont des remorques d'autorails construites en 1948 par Decauville sur le même modèle que les remorques XR 6000 mises en service avant la Seconde Guerre mondiale et les XR 7200. Elles représentent la génération unifiée de remorques qui succède aux premières Decauville et au matériel d'avant-guerre (parfois des voitures et autorails convertis).
Destinées à former de véritables trains, en remplacement de certaines rames tractées par des locomotives à vapeur, elles sont radiées entre la fin des années 1970 et le début des années 1990.

## Histoire
Les XR 7300 ont été commandées en premier, de 1950 à 1958. En plus des sièges de 2e classe, elles disposent d'une petite salle de 1re classe, au centre et d'un compartiment à bagages du même côté.
Les XR 7100 en sont dérivées, mais avec un intérieur uniquement 1re classe. Les XR 7307, 62, 73-74 et 84 ont également été transformées avec le même nombre de sièges de 1re classe.
Les XR 7800 sont une variante plus tardive avec un grand compartiment à bagages remplaçant un vestibule et la salle de 1re classe. Elles reprennent, dans les deux classes, une partie des améliorations des XR 7100.
La généralisation des relations en autorail et divers changements ont accru la demande en places assises de 2e classe qui a conduit à créer des remorques purement 1re classe en dehors du compartiment à bagages : les XR 8100.

## Caractéristiques
Ces quatre séries partagent une caisse en commun, légèrement revue par rapport aux XR 6000 et 7200. Le chaudron est identique, sauf les XR 7800 qui ont plusieurs baies occultées en raison du plus grand compartiment à bagages.
Elles sont équipées à l'origine d'un chauffage à eau chaude et chaudière Thermo-Pull.

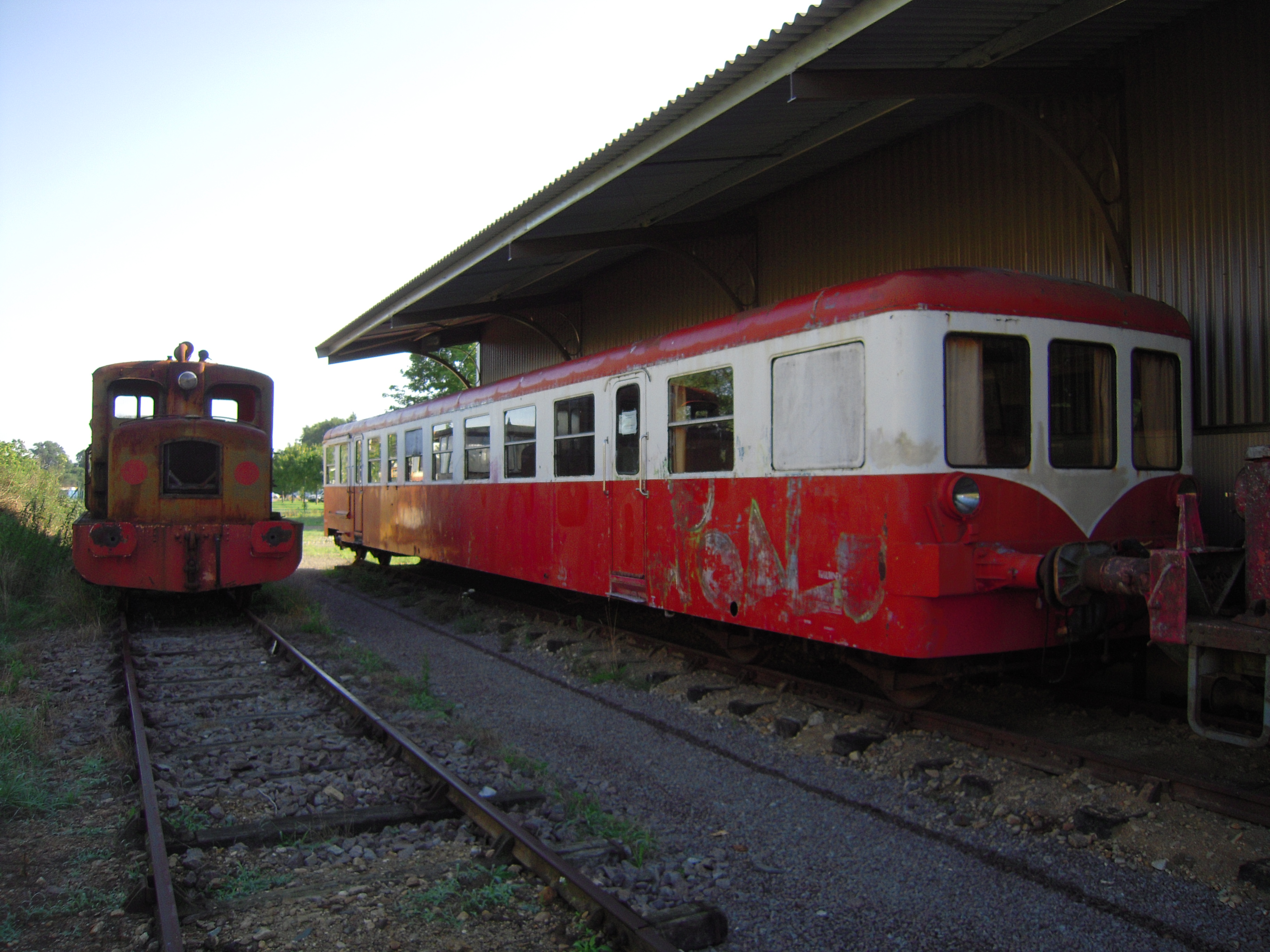
XR 8232 préservée par le Chemin de fer Charente-Limousine.
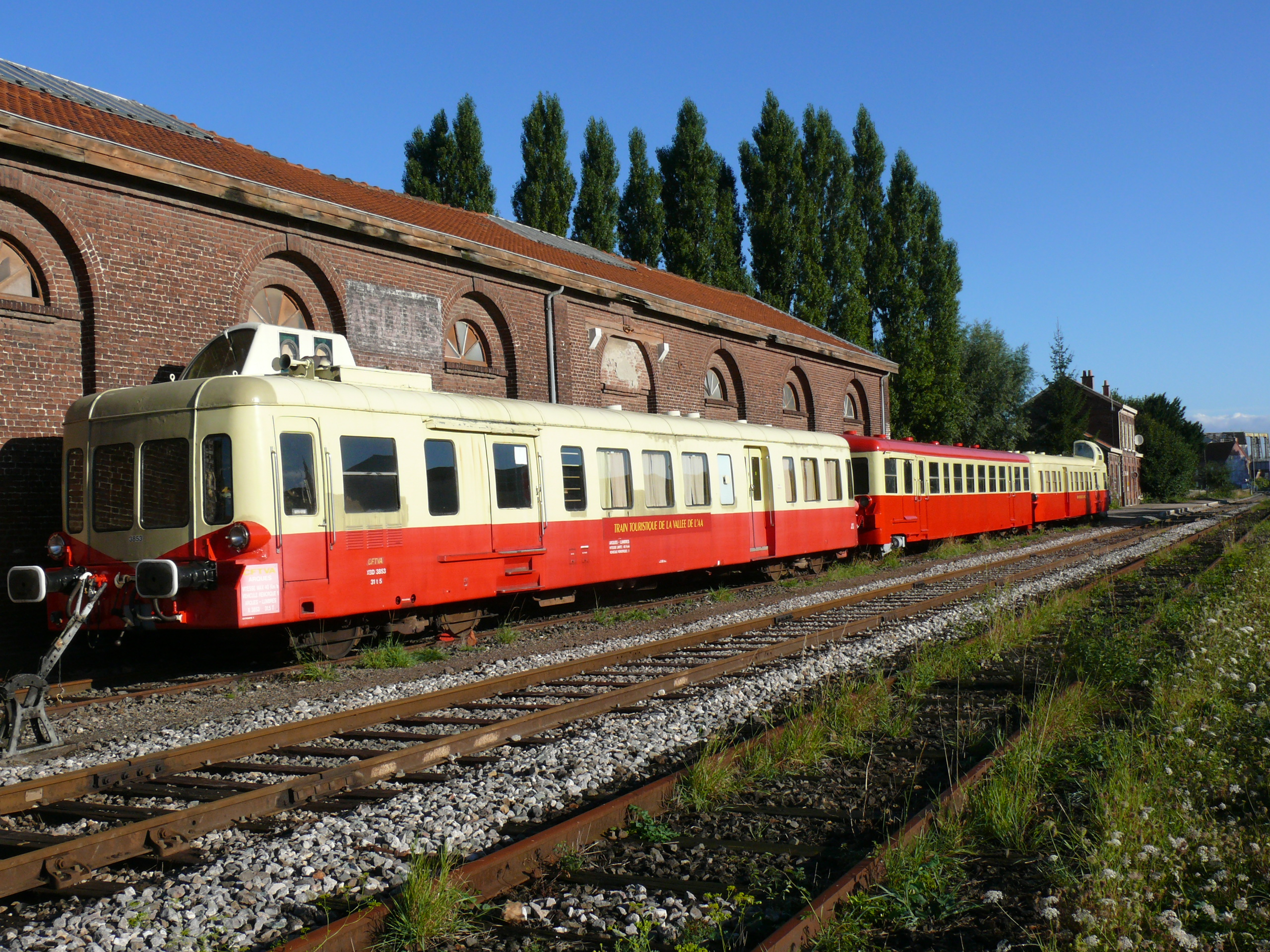
Remorque restaurée par le Chemin de fer touristique de la vallée de l'Aa, encadrée par deux X 3800.
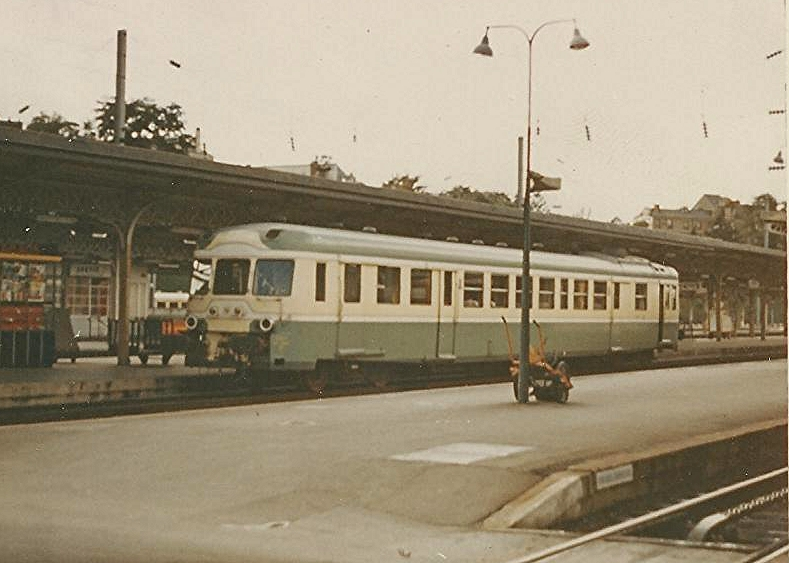
Plusieurs XR 7100 ont portée la livrée verte et beige associée aux X 2800 « Aunis ».

## Modélisme
Une série de remorques en HO est annoncée par REE.